# Рондò
Рондò (італ. Rondò [ronˈdɔ]) — музична форма і різновид оперних арій, поширених у музиці кінця XVIII століття.

## Приклади використання
Рондò стало наймоднішим типом арії в італійській опері останніх трьох десятиліть XVIII століття.  Хоча Моцарт був далеко не першим композитором, який використав рондò, він, безумовно, був найважливішим. Він удосконалив цю форму, зокрема створюючи більш плавні переходи між повільними та швидкими частинами. Вперше він використав його в арії Бельмонте «Wenn der Freude Tränen fliessen» із опери-зінгшпіля «Викрадення із Сералю» (1782). Згодом В. А. Моцарт використав рондò в opera seria, зокрема в опері «Ідоменей». Приклад подібної форми є в опері Директор театру і спочатку зробив ескіз для садової арії Сюзанни в опері «Весілля Фігаро», але потім відмовився від цієї ідеї. Дві пізніші арії В. А. Моцарта у формі рондò — арія Донни Анни «Non mo dir» в опері «Дон Жуан», арія Фьорділіджі «Per pietà, ben mio, perdona» в опері «Так чинять усі жінки» і дві арії з опери «Милосердя Тіта»: «Non più di fiori» Вітеллії та «Deh per questo istante» Сесто.
Серед інших відомих композиторів того періоду, що складали рондò: Джузеппе Сарті (Джуліо Сабіно, 1781) і Доменіко Чімароза, чия «Олімпіада» (1784) включає два довгих рондò для солістів Арістеї та Мегакла. Йозеф Гайдн використовував форму в 1784 для арії «Dei pietosi» з опери «Арміда».

## Форма
Rondò відрізняється від рефренної форми, яка називається рòндо. У новітній англійській та німецькій музичній літературі було прийнято італійські правопис та вимову (з наголосом на останньому складі), щоб відрізнити цю форму від (переважно інструментальної) форми, яка називається рондо (з наголосом на першому складі). Наприкінці 18 століття, коли цей вокальний тип процвітав, такого розрізнення не було; написання rondo, rondò, rondeau, rondeaux, і навіть rondieaoux були без розбору використані як для музичних форм. В українській мові різний правопис цих форм також поки що не є усталеним.
Головною особливістю рондò як форми є поділ арії на дві частини з контрастними темпами. Початкова частина повільна і представляє тему, яка часто повертається після контрастного розділу, утворюючи тричастинну форму ABA. Після цього йде заключна більш швидка частина, яка починається або з нової теми, або з більш швидкої варіації основної теми повільного розділу. Іноді текст, пов'язаний з основною темою повільного розділу, повторюється і в другій половині. В опері ці арії зазвичай доручаються лише головним персонажам і поміщаються в заключній сцені або поблизу неї або (в опері з трьома актами) як заключний номер другої дії.
Форма рондò схожа на складну двочастинну (ABA'B') і, можливо, виникла з неї, з доданою швидшою кодою, яка називається стреттою (ABA'B':CC'). Варіантом форми рондò, зокрема в арії В. А. Моцарта «Non mi dir» з опери «Дон Жуан» (1787), є структура ABCA'B':AA'. Іншим можливим попередником є скорочена форма ABABA, в якому останній приспів пропущено, а розділи A і B отримують контрастні повільно-швидкі темпи — форма, яку любив неаполітанський поет Саверіо Маттеї і в якій написана арія «Non ho colpa» з опери «Ідоменей» Моцарта. Повторення тем у кожному розділі спонукало співака додавати віртуозні прикраси при кожному повторенні.
Музичний розмір рондò майже завжди подвійний, і зазвичай обидві частині пишуться у ритмі гавота. Схоже, що для цієї форми переважно використовувалися тональності ля мажор і фа мажор (тональності рондо Моцарта для Сесто і Вітеллії в Милосердя Тіта).

## Текст
Тексти Rondò зазвичай витримані у піднесеному риторичному стилі і майже завжди є або плачами нещасних закоханих, або звичайними закликами до любові. У результаті вони є досить узагальненими та умовними у вираженні, тому їх легко передати з одного оперного лібрето на інше, як це сталося з «Non tardar amato bene», відкинутою Моцартом для «Le nozze di Figaro» та перероблений його лібретистом Лоренцо да Понте для іншої опери «Il demogorgone, ovvero il filosofo confuso», написаної композитором Вінченцо Рігіні.
Хоча є приклади двострофних рондо, переважають тексти, що складаються з трьох чотиривіршів, причому третій катрен зазвичай змінює настрій або драматичний фокус, щоб виправдати новий музичний розділ. Повільна музична частина таким чином пишеться на тексти перших двох катренів у формі ABA. У швидкій музиці для основної теми використовується заключний катрен, а для контрастного матеріалу повторюються частини попереднього тексту (найчастіше з другого катрена). Пізніше, в аріях, де швидкі розділи стають довшими і складнішими, стали використовуватися матеріали з усіх трьох строф.